# زیردریایی پسکوف (کی-۳۳۶)
زیردریایی پسکوف (کی-۳۳۶) (به انگلیسی: Russian submarine Pskov (K-336)) یک زیردریایی است که طول آن ۳۶۴٫۲ فوت (۱۱۱٫۰ متر) می‌باشد. این زیردریایی  در سال ۱۹۹۲ ساخته شد.